# Humphrey de Bohun (1342-1373)
Humphrey de Bohun, 7e graaf van Hereford (25 maart 1342 - 16 januari 1373) was een Engelse edelman.

## Levensloop
Humphrey de Bohun was de enige zoon van William de Bohun, graaf van Northampton, uit diens huwelijk met Elizabeth de Badlesmere, dochter van baron Bartholomew de Badlesmere. 
Zijn vader was oorspronkelijk een arme ridder, maar zijn moeder had in 1338 een groot deel van de belangrijke landgoederen van haar broer Gilles de Badlesmere geërfd. Zijn moeder stierf in 1356 en na de dood van zijn vader in september 1360 erfde Humphrey de landerijen van zijn ouders, inclusief de titel van graaf van Northampton. Nadat zijn ooms langs vaders kant John en Humphrey beiden zonder nakomelingen gestorven waren, werd Humphrey in 1361 ook erfgenaam van de omvangrijke bezittingen van de familie Bohun, alsook van de titels van graaf van Hereford en Essex en het ambt van Lord High Constable. Dit alles maakte hem een van de rijkste Engelse magnaten. Zolang hij minderjarig was, trad Richard FitzAlan, graaf van Arundel, op als zijn regent.  
In 1363 officieel volwassen geworden, leidde hij datzelfde jaar de escorte die koning Peter I van Cyprus van Dover naar Londen begeleidde. In 1365 werd hij opgenomen in de Orde van de Kousenband en in 1369 voerde hij een gezelschap aan dat naar Milaan trok om daar het huwelijk van Lionel van Antwerpen, zoon van koning Eduard III van Engeland, met Violante, dochter van de Milanese heer Galeazzo II Visconti, te onderhandelen. Gedurende de Honderdjarige Oorlog was hij in 1369 een van de Engelse commandanten bij de mislukte veldtocht in Frankrijk onder leiding van Jan van Gent. In 1371 reisde Humphrey de Bohun als Engels gezant naar Bretagne. Daar stootte de door Sir Guy Brian aangevoerde Engelse vloot aan de kusten op de vijandige Vlaamse vloot onder leiding van Jan Peterson. Na hevige strijd van drie uur zegevierden de Engelsen, die 25 schepen hadden veroverd en talrijke gevangenen, waaronder Peterson, naar Engeland konden brengen. Vermoedelijk korte tijd later werd Humphrey de Bohun ziek en in januari 1373 stierf hij, dertig jaar oud. 
Humphrey de Bohun werd bijgezet in Walden Abbey in Essex. Gezien hij zonder mannelijke nakomelingen stierf, werden zijn adellijke titels opgeheven en erfden zijn twee minderjarige dochters zijn landerijen. De Engelse koning Eduard III stelde zijn jongste zoon Thomas van Woodstock aan als voogd van de rijke meisjes en die zou later trouwen met Humphreys oudste dochter Eleanor. Thomas van Woodstock was van plan om jongste dochter Mary op te sluiten in een klooster, om op die manier de hele erfenis in handen te krijgen, maar toen hij even afwezig was in Engeland, huwelijkte zijn broer Jan van Gent Mary uit aan zijn oudste zoon, de latere koning Hendrik IV van Engeland. Hierdoor moest de erfenis van Humphrey alsnog verdeeld worden: Eleanors echtgenoot verkreeg de landerijen van het graafschap Essex, Mary's gemaal die van de graafschappen Hereford en Northampton. 

## Huwelijk en nakomelingen
Op 9 september 1359 huwde hij met Joan FitzAlan (1347-1419), dochter van zijn voogd Richard FitzAlan, graaf van Arundel. Ze kregen twee dochters:
- Eleanor (1366-1399), huwde in 1376 met Thomas van Woodstock, hertog van Gloucester
- Mary (1369-1394), huwde in 1380 met Hendrik Bolingbroke, vanaf 1399 onder de naam Hendrik IV koning van Engeland